# دولت حلب
دولت حلب (۱۹۲۰-۱۹۲۵) یکی از پنج دولت‌هایی است که در زمان قیمومت فرانسه بر سوریه تأسیس شده و چند شهر را در تابعیت خود داشت و مرکز آن نیز حلب بود.

اغلب مردم حلب را مسلمان اهل سنت تشکیل داده بود. این منطقه در شمال سوریهٔ آن زمان واقع شده بود و جزء مناطق حاصل‌خیز سوریه به‌شمار می‌رود.
در سال ۱۹۲۳م سنجاق اسکندرون که حکومت خودگردان داشت نیز به این دولت اضافه شد و به مساحتش افزود.
پایتخت این دولت حلب، شاهد تجمعات مسیحی و یهودی به اضافه بر مسلمان سنی و اقلیات دینی شیعه بود. در این دولت نژادهای گوناگونی ازجمله ارمنی (به خصوص مهاجران روزهای نسل‌کشی ارمنی‌ها)، کردی و آشوری را شامل می‌شد. در سرشماری سال ۱۹۲۶ میلادی ۲۵درصد از جمعیت این دولت را ارمنی‌ها تشکیل داده بود.

## جمعیت
| سرشماری به وسیلهٔ قیمومت فرانسه از مردم دولت حلب در سال ۱۹۲۱-۱۹۲۲ |         |         |
| دین و مذهب                                                       | جمعیت   | در درصد |
| سنی                                                              | ۵۰۲٬۰۰۰ | ۸۳٫۱٪   |
| علویان (سوریه)                                                   | ۳۰٬۰۰۰  | ۵٪      |
| مسیحی                                                            | ۵۲٬۰۰۰  | ۸٫۶٪    |
| قوم یهود                                                         | ۷٬۰۰۰   | ۱٫۲٪    |
| دیگر ادیان                                                       | ۳٬۰۰۰   | ۰٫۵٪    |
| جمع                                                              | ۶۰۴٬۰۰۰ | ۱۰۰٪    |